# Literatura irlandesa moderna
Literatura irlandesa moderna és la literatura irlandesa feta en gaèlic irlandès en els segles XIX i XX.

## Elrenaixement gaèlic

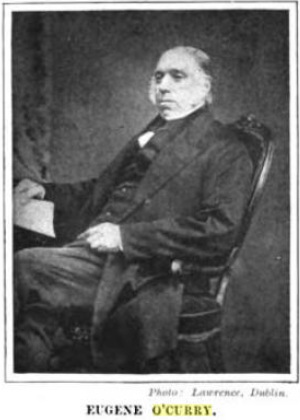
Eugene O'curry.

Durant el segle xix, malgrat la davallada de l'ús de la llengua parlada, es produí la reviscolança de la cultura gaèlica. Per una part, el bisbe de Tuam, John Mac Hale (1791-1881), qui havia fet el gaèlic obligatori a la seva jurisdicció, hi va traduir el Gènesi i els sis primers llibres de l'Eneida. Per altra banda, també s'inicià la celtística amb èxit des de la publicació el 1853 de la Grammatica celtica de James Pritchard, i abonà el camí a d'altres celtistes destacats com Whitley Stokes (1830-1909), autor d'estudis com Irish gloses (1860), Saltair na Rann (1883) i Goidelica (1873); John O'Donovan (1806-1861) amb Irish grammar (1845); l'alemany Hermann Ebel (1828-1875) amb Celtische Grammatik (1871); Eugene O'Curry (1796-1862), professor d'irlandès a la Universitat catòlica d'Irlanda el 1854-1862 i autor de Manners and customs of the Ancient Irish (1873) i The manuscript materials of Irish Story (1860) i William Reeves (1815-1892), clergue protestant i cap de l'Irish Academy, amb The culdees of the British Island (1864) i Memoirs of the Book of Armanagh (1860).
Per altra banda, el pare Eugene O'Growney (1862-1899) fou el promotor de la primera revista literària en irlandès, Irisleabhar na Gaedhilge, que s'edità entre el 1882 i el 1909, primer en solitari i després com a suplement literari del primer diari en gaèlic, Faine an Eae (L'aurora), fundat el 1898 i que durà fins al 1909, dirigit per Padraic Mac Piarais (Patrick Pearse), qui el 1903 li canvià el nom pel d’An Claidheamh Soluis (L'espasa flamejant), on publicarà el poema patriòtic Mise Éire (Sóc Irlanda), setmanari bilingüe de la Lliga Gaèlica fins que fou substituïda el 1919 per Misneach (Valor).
També el 1897 aparegué l'associació musical Feis Ceoil, d'Anna Paterson. I els primers autors literaris en irlandès modern, com Peadar Ua Laoghaire (Peter O'Leary, 1839-1920), autor de narracions curtes com Seadna (1898), Niamb (1907), Siana (1914), Mo scéal Fein (La meva pròpia història, 1921), Cainnt na nDaoine (Converses del poble, 1930), Aithris ar Chríost (Imitació de Crist, 1914) i Sgeuluiideact Cuidge Muman (1895). Padraig Dinneen (1860-1934) amb Cormac ua Connaill (1901) i Creideamh agus gorta (1901); i Padraig O'Seaghdha Conan Maol (Patrick O'Shea, 1855-1928) amb Mac Finghin dubh (1909), Oighreacht roisin (1910), Dha sgéal (1929) i Stiana (1930). Gearóid Ó Lochlainn (1884-1970) i el teatre Ealaín na hAmharclainne (1966). Énrí Ó Muirgheasa (1874-1945) amb els reculls Céad de Cheoltaibh Uladh (1915) in Dhá Chéad de Cheoltaibh Uladh (1934), Dánta Diadha Uladh (1936), Dánta Diaga Uladh (1936). Risteárd Ó Foghludha (Richard Foley, 1873-1957) amb Ar Bruach na Coille Muaire (1939), Eammon de Bháil (1946), Eigse na Máighe (1952) i Log-Ainmneacha (1935). Seámas Ó Searcaigh (1887-1965) amb Faire Phaidí Mhóir (1914), Cloich Cheann-fhaolaidh, ar n-a Athsgríobhadh ag an Ughdar (1911), Ceol na n-Éan agus Scéalta Eile (1919), Foghraidheact Ghaeilge an Tuaiscirt (1925), Fé'n sgeich Sidhe (1935); Pádraig Mac Piarais (1939); Comhréir Gaedhilg an Tuaiscirt (1939); Buaid na Tuigse (1945) i Beatha Cholm Cille (1967).

## La Lliga Gaèlica
L'impuls definitiu el rebé la llengua després de la fundació de la Conradh na Gaedhilge (Lliga Gaèlica) el 1893, reforçada el 1900 amb la revista An Shan van Vocht (La pobra anciana), de Francis Biggar, antiquari d'Armagh, Ethna Carbery i Alice Milligan (1866-1953), protestants de l'Ulster interessats en l'estudi del gaèlic. Així destacaran autors com Douglas Hyde An Craoibhin Aoibhinn (La bella branca, 1860-1949), d'origen anglès i protestant; Padraig O'Conaire (1883-1928), qui va aprendre irlandès a Saint Enda, amb les narracions curtes Síol Eabha (1922) i Scothscéalta (1956) i Tomás Ó Criomhthain, (Thomas O'Crohan, 1856-1937), autor de la narració curta An tOiléanach (L'illenc, 1929); Aindrias Ó Baoighill Fiach Fánach (1888-1972) amb les narracions Sgéilíní na Finne i Cnuasach na Finne (1928). Peig Sayers (1873-1958), amb Peig (1936) i Machnamh Seanmhná. Pádraig Ó Siochfhradha amb Jimín Mháire Thaidhg. Peigí Rose (Seán Ó Gallchóir) amb Peigí ar 'Mháire i An Chéad Chnuasach.

## Després de la independència

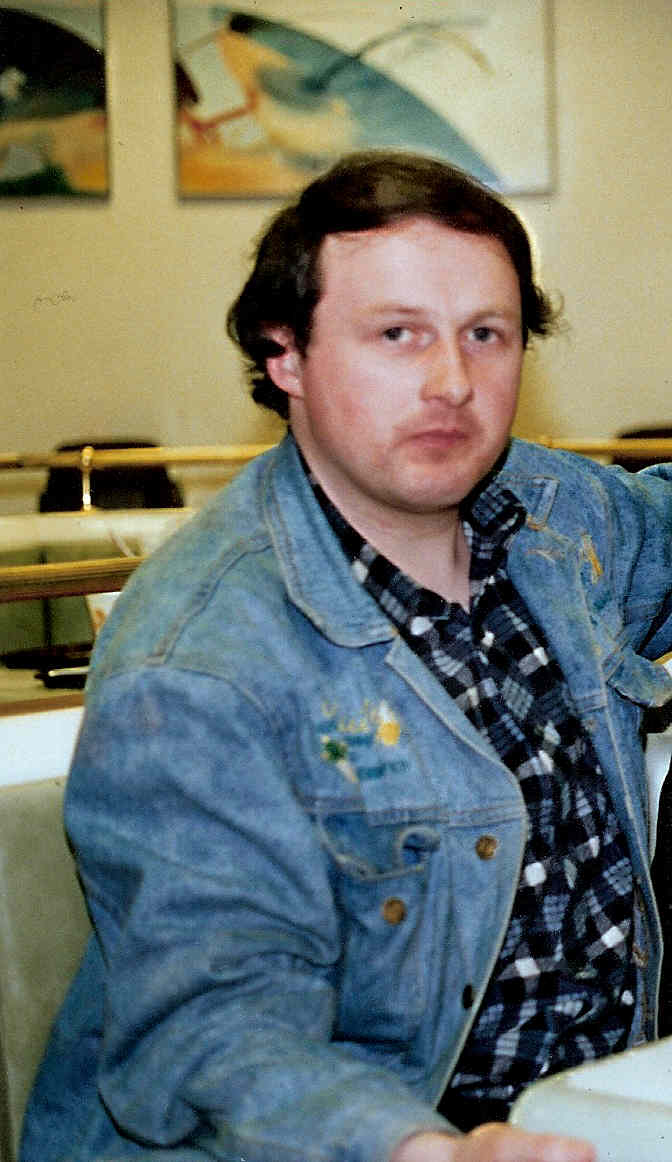
Cathal Ó Searcaigh.

El 1914 l'heroi de l'Aixecament de Pasqua Terence MacSwiney va fundar la revista Tiana Tail, i després de la independència aparegueren les revistes Comhar (Cooperació), Bealoideas (1927) i Feasta (Festa). Des d'aleshores destacaren com a autors gaèlics Piaras Beaslaí (1883-?) amb el drama teatral An sgaothaire (1936), Liam O'Flaherty, autor en anglès que va escriure en gaèlic les narracions Duil (1953); Criostoir O'Floinn (1927), amb el poema An claimhgeal (1953); Tagh O'Donnchadha (1874-1949), editor de Banba (1901-6) i professor d'irlandès, autor de Caitheamb aimsire (1918) i l'estudi Prosoid gaedhilge (Prosòdia gaèlica, 1925); Mairtin O'Cadhain (1907-1970) militant de l'IRA i autor dels poemes Cré na Cille (El pols del cementiri, 1954); Brendan O'Beahain (Brendan Behan, 1923-1964) militant de l'IRA, autor del drama An giall (L'ostatge, 1957); Brian O'Nuallain (Flann O'Brien, 1911-1966) amb An béal bocht (La boca pobra, 1941); Sean O'Tuama (1926-2000), professor universitari autor de Gunna Cam agus Slabhra Óir (Fusell tort i cadena d'or, 1967) i els poemes Faoileán na Beatha (L'oreneta de la vida, 1962) i An Duanaire, Poems of the Dispossessed 1600-1900 (1985); Máirtín O'Díreáin (1910-1988) amb el recull Danta aniar (1942); Seán Ó Ríordáin (1916-1977), autor dels poemes Seanmóintí (Sermons), Na Leamhain (Les puces), A Theanga Seo Leath-Liom (O Llengua mig meva), An Lacha (L'ànec), Adhlacadh mo Mháthar (L'enterrament de la meva mare), Reo (Gelat), i altres; Micheal Mac Liammoir (1899-1978), actor i autor de 300 peces de teatre com Diarmuid agus Gráinne (1935); Máire Mhac an tSaoi (1922-) amb An Cion go dtí Seo (1987); Diarmaid Ó Súilleabháin (1932-1985) redactor a An Phoblacht i autor de Trá agus Tuilleach (1967); Muiris Ó Súilleabháin (1904-1950) amb Fiche Bliain ag Fás (Vint anys de creixement, 1933) i Laim-leabhar bealoiseara Eireann (Llibre de Folklore Irlandès); Breandan O'Buachalla, amb Im Beal Feirste Cos cuin i Padrais Breadnac, amb Ceol ar sínsear (1934). Pádhraic Óg Ó Conaire (1893-1971) amb Seóid ó’n Iarthar Ordha (1924) i Ean Cuideáin (1936).
Altres autors posteriors, alguns d'ells tant en irlandès com en anglès, són Seamus O'Grianna (1892-1962), Seosamh Mac Grianna (Jim Green 1901-1990), antic militant de l'IRA i traductor de l'editorial An Gum, autor de Fáinne an Eae (1925), Eoghan Ó Tuairisc (Eugene Rutherford Louis Watters, 1918-1982), amb Dé Luain (1966), Rogha an Fhile (1974); Tomas O'Floinn amb Cion Fir, Breandan O'Doibhlinn (Brendan Devlin, 1931) crític i poeta, amb Néal Maidne agus Tine Oíche (1964); Liam O'Muirthile (1952) amb Tine Chnámh (1984) i Dialann Bóthair (1992); i Biddy Jenkinson (1949) amb Amhras Neimhe (1997); Pearse Hutchinson (1927) amb Le Cead na Gréine (1989); Caitlín Maude (1941-1982), Mícheál í hAirtnéide/Hartnett (1941-1999) amb Adharca Broic (1978); Mícheál Ó Siadhail (1947-) amb Éagnairc (Requiem), Nuala Ní Dhomhnaill (1952) amb Féar Suaithinseach (1984); Cathal Ó Searcaigh (1956) amb An Bealach ‘na Bhaile (Retorn a casa, 1983) i Súile Shuibhne (1983); Gabriel Rosenstock (1949) amb Oráistí (1991) i Rogha Rosenstock (1994), i Louis de Paor (1961-).
Altres autors moderns són Pádraig Ó Snodaigh (1935) amb Ó Pharnell go Queenie (1991), Cumba agus Cumann (1985), i Cúl le Cúl (1988). Deirdre Brennan (1934), Tomás Mac Síomóin (1938), Mícheál Ó Siadhail (1947), Dáithí Ó hOgáin (1949), Michael Davitt (1950) i Colm Breathnach (1961). En drama, Máiréad Ní Ghráda (1899-1971), Séamas Ó Néill (1910-1981), en novel·la Donncha Ó Céileachair (1918-60), Seán Mac Mathúna (1936), Pádraic Breathnach (1942), Pádraig Ua Maoileoin (1913), Donall Mac Amhlaigh (1926-89), Breandán Ó hEithir (1930-90), Pádraig Standún (1944), Alan Titley (1947), Pádraig Ó Cíobháin (1951), Ciarán Ó Coigligh (1952), Séamus Mac Annaidh (1964), Pádraig Mac Fhearghusa, Liam Mac Uistin (1938), Gréagóir Ó Dúill (1946) i Lorcán S. Ó Treasaigh (1957).